# Kolegium jezuitów w Jarosławiu
Kolegium jezuitów w Jarosławiu – uczelnia jezuicka prowadzona w Jarosławiu w latach 1575-1773.

## Budynek
17 listopada 1573 roku generał Jezuitów wydał zezwolenie otwarcia kolegium w Jarosławiu. Jego budowę rozpoczęto w 1580 roku, pracami kierował Józef Briccius. Kolegium należało do ważnych placówek zakonnych w prowincji. Pierwotnie był związany z kościołem, czworobok, dwukondygnacyjny krużgankami otwartymi na wewnętrzny dziedziniec. W czasie obrad w Jarosławiu 9 sierpnia 1574 roku prowincjał Franciszek Sunyer i wojewoda sandomierski Jan Kostka podjęli decyzję o rozpoczęciu nauki kolegium 29 września 1574 roku. Najazd Tatarów spowodował otwarcie nauki w kolegium dopiero 30 listopada 1575 roku. Początkowo była to trzyklasowa szkoła. W pierwszych trzech klasach niższych uczono też początków matematyki. Program przewidywał naukę o liczbach arabskich i rzymskich, cztery działania oraz tak zwaną ,,regułą trzech". Czwarta klasa nazywana ,,humanitas, ihumaniocze" lub ,,poetyka" polegała na przygotowaniu uczniów do najwyższej klasy. Ponadto przerabiano retorykę, wstęp do retoryki oraz poprawne układanie listów i wierszy. W klasie tej uczono też języka greckiego. Klasy retoryki utworzono w Jarosławiu w 1577 roku. Istniały w Jarosławiu również trzyletnie studia filozoficzne dla kleryków jezuickich. Istniały też dwuletnie studia filozoficzne dla świeckich studentów. W pierwszym roku uczono logiki, a w drugim fizyki i metafizyki. Po kasacie zakonu budynki kolegium zajęte zostały na magazyny wojskowe i koszary. Obecnie z dawnych zabudowań pozostało jedno skrzydło mieszczące parafię.
W 1937 ufundowano tablicę upamiętniającą ks. Piotra Skargę do wmurowania w budynku kolegium.

## Rektorzy kolegium
- Szymon Fridelius (1573–1575)
- Jan Frycz (1575–1578)
- Stanisław Herbert (1578–1590)
- Piotr Fabrycy (1590–1593)
- Leonard Krakier (1593–1595)
- Jerzy Budzicki (1595–1596)
- Jan Pinecius (1596–1602)
- Krzysztof Angelus (1602–1605)
- Szymon Dolescius (1605–1608)
- Krzysztof Angelus (1608–1612)
- Stanisław Kryski (1612–1614)
- Mikołaj Cyrowski (1614–1620)
- Hermolius Buchowski (1620–1622)
- Michał Madus (1622–1627)
- Andrzej Lavicous (1627–1628)
- Stanisław Bronowski (1628–1632)
- Tomasz Boleslavius (1632–1634)
- Kasper Resler (1634–1638)
- Stanisław Bobola (1638–1641)
- Jan Psarski (1641–1644)
- Przemysław Rudnicki (1644–1648)
- Andrzej Skibicki (1648–1652)
- Marcin Olszewski (1652–1654)
- Stanisław Wapowski (1654–1657)
- Maciej Wielewicz (1657–1661)
- Marcin Hincza (1661–1667)
- Tomasz Thill (1667–1671)
- Bartłomiej Nataniel Wąsowski (1671–1674)
- Paweł Piaseczyński (1674–1677)
- Jakub Rożewicz (1677–1681)
- Jan Krosnowski (1681–1685)
- Jakub Rożewicz (1685–1688)
- Piotr Żywiecki (1688–1692)
- Stanisław Karnicki (1692–1695)
- Baltazar Kaczyński (1695–1698)
- Jan Kraszewski (1698–1703)
- Marcin Grymosz (1703–1706)
- Jan Kuszewicz (1706–1709)
- Jerzy Gengell (1709–1711)
- Andrzej Ozga (1711–1714)
- Szymon Karpiński (1714–1717)
- Adrian Miaskowski (1717–1721)
- Marcin Dziewanowski (1721–1724)
- Ludwik Pierzchliński (1724–1727)
- Marcin Trąpczyński (1727–1731
- Jan Juśkiewicz (1731–1735)
- Marcin Dziewanowski (1735–1738)
- Mikołaj Maromowski (1738)
- Franciszek Błociszewski (1739–1742)
- Marcin Luder (1742–1746)
- Michał Dąbrowski (1746–1749)
- Tomasz Lichtański (1749–1752)
- Franciszek Ułaski (1752–1756)
- Feliks Rzuchowski (1756–1760)
- Wojciech Bystrzowski (1760–1764)
- Dominik Weresziak (1764–1767)
- Andrzej Dąbrowski (1767–1768)
- Antoni Manastewski (1768–1772)
- Adam Stadnicki (1772–1773)

## Prefekci szkoły (prorektorzy)
- Benedykt Herbert (1573–1590)
- Kasper Sawicki (1590–1602)
- Marcin Ostrowski (1602–1662)
- Jan Kwiatkowski (1662–1675)
- Teofil Rutka (1675–1676)
- Błażej Wszeradzki (1676–1710)
- Kasper Niesiecki (1710–1712)
- Wojciech Rozbowski (1712–1715)
- Faustyn Grodzicki (1715–1720)
- Jan Piotr Łoyko (1720–1741)
- Józef Stanisław Jagniątkowski (1741–1754)
- Franciszek Leśniewski (1754–1764)
- Wojciech Bystrzowski (1764–1773)

## Absolwenci
- Jan Białobocki - wierszopis i historyk
- Stanisław Papczyński - założyciel zakonu Marianów
- Sebastian Alojzy Sierakowski - rektor Uniwersytetu Jagiellońskiego
- Kazimierz Czyżewski - jezuita
- Bohdan Chmielnicki
- Adam Nowodworski
- Adam Konstanty Ostrogski
- Janusz Paweł Ostrogski
- Stanisław Kilian Boratyński
- Jan Radomirski – jezuita, filozof, teolog
- Aleksander Lubomirski
- Stanisław Lubomirski